# Telemática

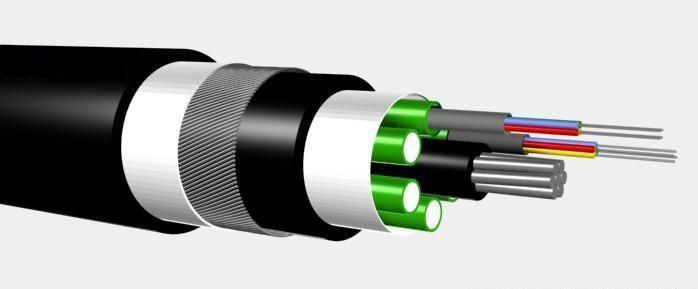
Cabo de fibra óptica, muito utilizado por causa de sua grande capacidade de transmissão de dados.

Telemática é a comunicação à distância de um ou mais conjunto de serviços informáticos fornecidos através de uma rede de telecomunicações.
Telemática é o conjunto de tecnologias da informação e da comunicação resultante da junção entre os recursos das telecomunicações (telefonia, satélite, cabo, fibras ópticas etc.) e da informática (computadores, periféricos, softwares e sistemas de redes), que possibilitou o processamento, a compressão, o armazenamento e a comunicação de grandes quantidades de dados (nos formatos texto, imagem e som), em curto prazo de tempo, entre usuários localizados em qualquer ponto do Planeta.
A telemática pode ser definida como a área do conhecimento humano que reúne um conjunto e o produto da adequada combinação das tecnologias associadas à eletrônica, informática e telecomunicações, aplicados aos sistemas de comunicação e sistemas embarcados e que se caracteriza pelo estudo das técnicas para geração, tratamento e transmissão da informação, na qual estão sendo sempre mostradas as características de ambas, porém apresentando novos produtos derivados destas características.